# Курсистка Таня Скворцова (фильм)
«Курсистка Таня Скворцова» (1916) — немой художественный фильм режиссёра Никандра Туркина. Фильм снят "Торговым домом Ханжонкова". Частично утерян.

## Сюжет
Из ранних фильмов Н.В. Туркина сохранилась только «Курсистка Таня Скворцова» (не полностью и без надписей). Из-за небольшого количества оставшихся материалов, судить о сюжете приходится по отрывку сценария, который, параллельно  с выходом фильма на экран был напечатан в журналах «Пегас» и «Вестник кинематографии».
Однажды, Варя Смирнова поздно вечером получает новость – ее брат возвращается в Москву. Брат Вари был контужен на войне и лежал в госпитале. От сильной контузии он стал немым. Варя пытается обратиться к врачу, но тот уверяет ее, что брат неизлечим и навсегда потерял способность говорить. Однажды к Варе зашла ее подруга Таня Скворцова с подругой, чтобы попросить бинокль для театра. Варя представляет Тане своего брата и та влюбляется в него. Дома Таня пишет ему письмо, в котором умоляет прийти на следующий день к памятнику Пирогову. Смирнов получил это письмо, но не пошёл, отказывая себе в счастье из-за увечья. Таня долго ждала Смирнова в условленном месте. Вернувшись домой, она узнает от подруги, что ее возлюбленный немой. Через два дня они увиделись на концерте...

## Факты
Как вспоминала исполнительница главной роли З.Ф. Баранцевич, именно в этом фильме впервые был применён очень крупный «первый план» – голова, занимающая почти весь кадр. Поставлена была картина в очень простых реалистических тонах, без особых «эффектов», что тоже являлось некоторым новшеством».